# Koreanische Staatsbahn

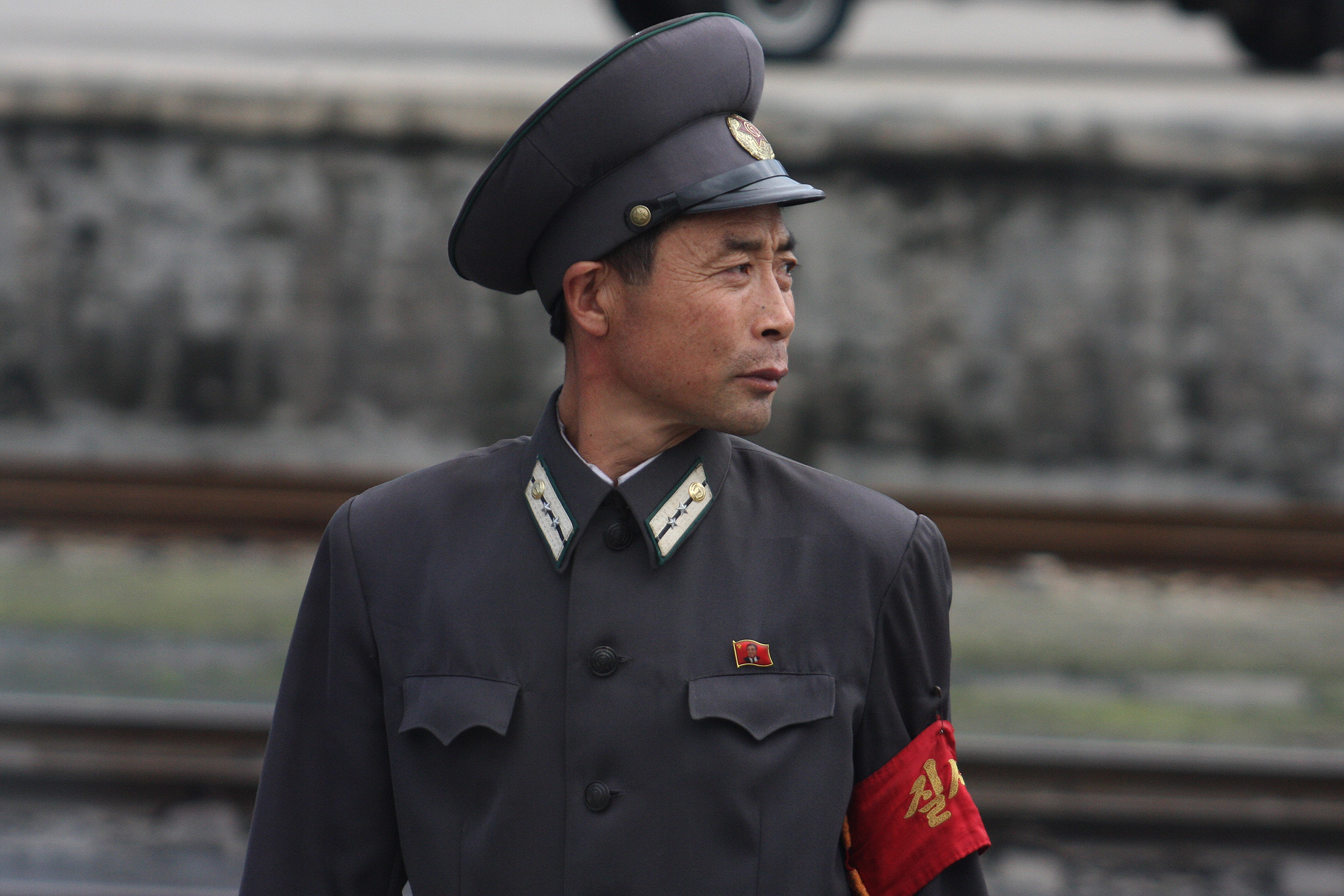
Ein Dispatcher im Dienst

Die Koreanische Staatsbahn (kor. 조선민주주의인민공화국 철도성) ist die staatliche Eisenbahngesellschaft in Nordkorea. Aufgrund der geringen Motorisierung ist sie das wichtigste Verkehrsmittel des Landes. Der Sitz befindet sich im Hauptbahnhof Pjöngjang. Der Minister für Eisenbahnwesen leitet zugleich das Staatsunternehmen, derzeit ist Jon Kil-su im Amt.

## Geschichte

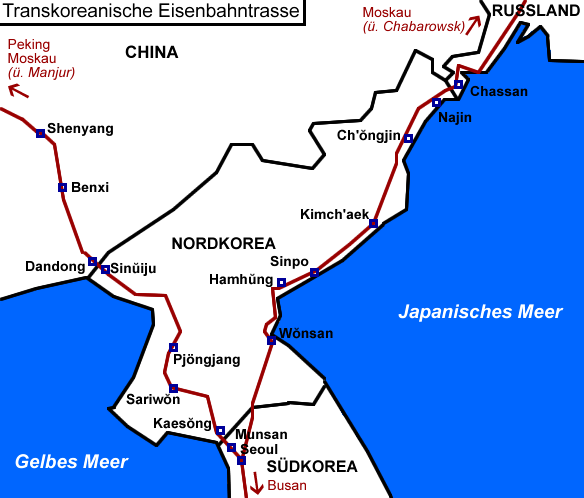
Geplante transkoreanische Eisenbahnverbindungen

Im September 1948 wurde die Gesellschaft gegründet. Zum Gründungsdatum konnte man bereits auf das Streckennetz aus der Zeit, in der Korea eine japanische Kolonie war, inkl. Rollmaterial, Bahnhöfe usw. zurückgreifen. Im Koreakrieg wurde ein Großteil der Anlagen zerstört.
Seit dem 11. Dezember 2007 bestand wieder eine Eisenbahnverbindung nach Südkorea. Nach dem Tod einer südkoreanischen Touristin im Juli 2008 wurde diese Verbindung wieder eingestellt.
2010 begann die Koreanische Staatsbahn gemeinsam mit China Railways den Bau der ersten Hochgeschwindigkeitsstrecke von Pjöngjang nach Sinŭiju. Eine weitere Hochgeschwindigkeitsstrecke nach Wŏnsan ist in Planung. Ende August 2015 wurden durch teils schwere Überschwemmungen im Nordosten des Landes 51 Bahnhöfe beschädigt oder zerstört.
Anlässlich der Neujahresansprache Kim Jong-uns am 1. Januar 2016 wurde angekündigt, die Modernisierung der Eisenbahn weiter fortzuführen und zu beschleunigen.
Ab dem 24. Juli 2018 sollten Experten aus den Norden und Süden gemeinsam auswerten, welche Strecken eine Anbindung zum Netz der Korail erhalten werden. Dies wurde als weiteres Zeichen der Entspannungspolitik zwischen Nord- und Südkorea gewertet. Experten zufolge würde eine Modernisierung des teilweise maroden Streckennetzes Jahrzehnte dauern und Kosten in Milliardenhöhe verursachen. Eine erste Fahrt fand verspätet vom 30. November 2018 an statt. Dies war die erste grenzüberschreitende Zugfahrt seit gut 10 Jahren. Am 26. Dezember 2018 fand ein symbolischer Spatenstich unweit von Kaesŏng statt, wobei 200 Vertreter aus Nord- und Südkorea, der Volksrepublik China und Mongolei sowie Russland und der UNESCAP zugegen waren.
Nachdem aufgrund der COVID-19-Pandemie in Nordkorea das Land seine Grenzen am 21. Januar 2020 komplett schloss, betraf das auch den Güterverkehr, über welchen 70 % des Handels mit der Volksrepublik China bzw. 90 % des gesamten nordkoreanischen Handels abgewickelt werden. Dies betrifft vor allem den Eisenbahnverkehr auf der chinesisch-koreanischen Freundschaftsbrücke. Nachdem die Grenzen im Januar 2021 wieder geöffnet wurden, schloss man die Grenzen bereits im April des gleichen Jahres wieder. Im Juli 2022 bat Nordkorea seinen Verbündeten wieder um Lieferungen.
Im Herbst 2023 stieg der Güterverkehr zwischen Russland und Nordkorea stark an, was nicht nur auf die intensiveren nordkoreanisch-russischen Beziehungen hindeutet, sondern auch auf verdeckte Waffenlieferungen an die Russische Föderation für Russlands Angriffskrieg gegen die Ukraine. Außerdem soll noch 2024 ein Personenverkehr mit der Region Primorje eingerichtet werden, dies erfolgte ab dem 16. Dezember 2024. Somit wurde auch der seit Beginn der Pandemie unterbrochene Personenverkehr zwischen beiden Staaten wieder aufgenommen.[veraltet]
Ende Januar 2024 wurde bekannt, dass die Regierung der Provinz P’yŏngan-pukto nahegelegt hat ihre Strecken zu reparieren, außerdem sei man in Gesprächen mit China über den Bau einer zweigleisigen Strecke zur Grenzstadt Dandong. Davon soll unter anderem der Handel zwischen den beiden Verbündeten profitieren.
Im Oktober 2024 berichtete die Website Daily NK, dass es einen Schwarzmarkt für Fahrkarten der Staatsbahn gäbe und die Tickets trotz recht hoher Preise noch immer eine günstige Art der Fortbewegung darstellen. Es sollen auch Beamte involviert sein. Der Handel intensivierte sich mit der Flut, die 2024 das Land heimsuchte.
Am 17. Juni 2025 soll der Eisenbahnverkehr auf der 9600 km langen Strecke Moskau – Pjöngjang wiederaufgenommen werden. Der Verkehr nach Chabarowsk soll am 19. Juni 2025 aufgenommen werden.

## Rollmaterial

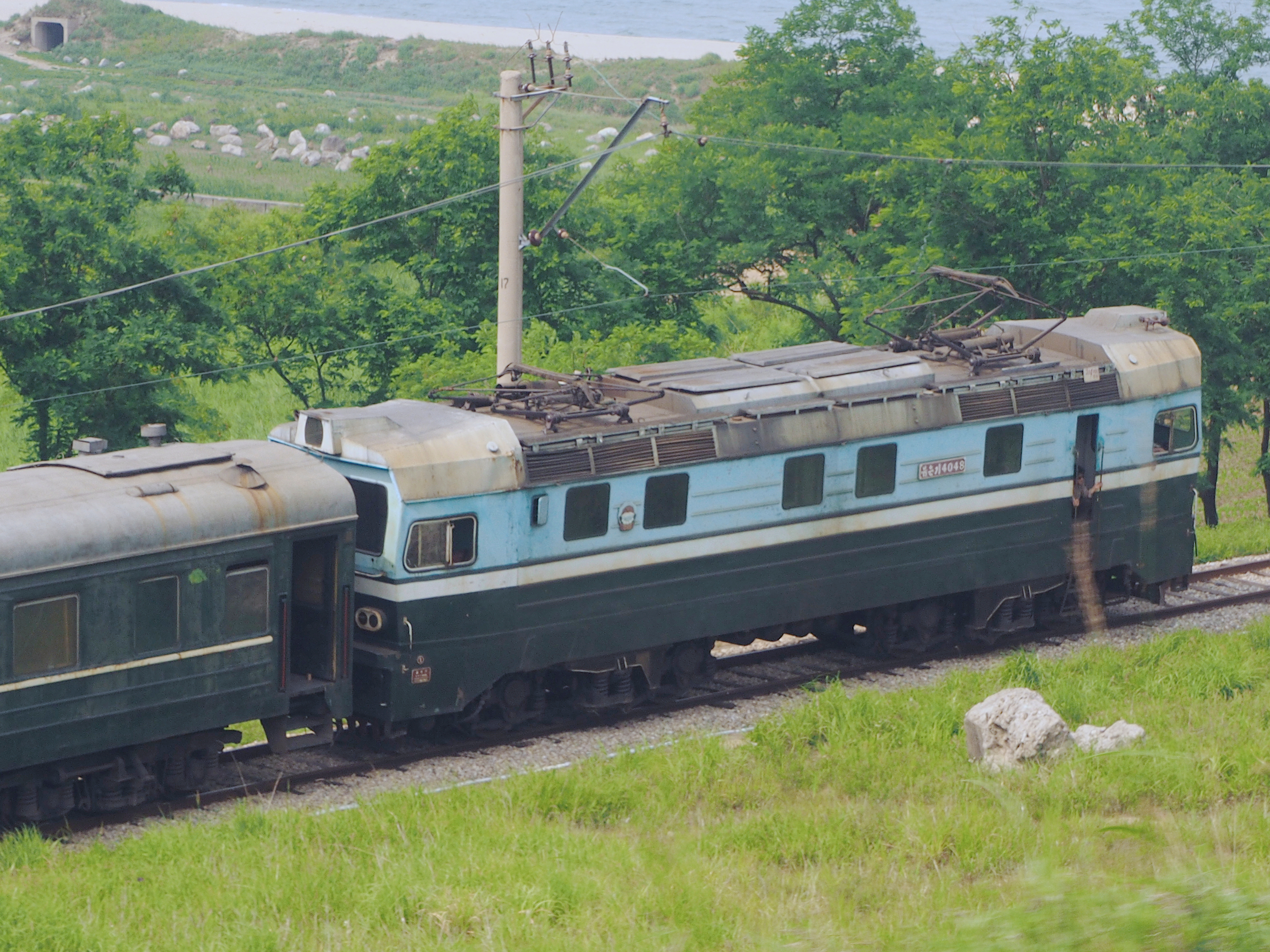
Spitze eines Personenzuges bei Wonsan

Ein wichtiger Lieferant von Lokomotiven und sonstigem Rollmaterial sind die in Pjöngjang ansässigen Kim Chong-tae Elektrolokomotivwerke. Ferner kommen viele Dampf-, Diesel- und Elektrolokomotiven sowie Personenwagen aus Europa und China zum Einsatz. Vereinzelte stammen noch aus der japanischen Kolonialzeit.
Im Vorortverkehr kommen größtenteils Elektrotriebwagen der Baureihen Chongi 500 von LEW und Chongi 1000 von der chinesischen Changchun Car Company zum Einsatz, die ursprünglich auf der Metro Pjöngjang eingesetzt wurden.

## Einrichtungen
Die Koreanische Staatsbahn betreibt darüber hinaus diverse Einrichtungen, u. a.:
- Eisenbahn-Universität Pjöngjang
- Eisenbahnmuseum Pjöngjang

## Streckennetz

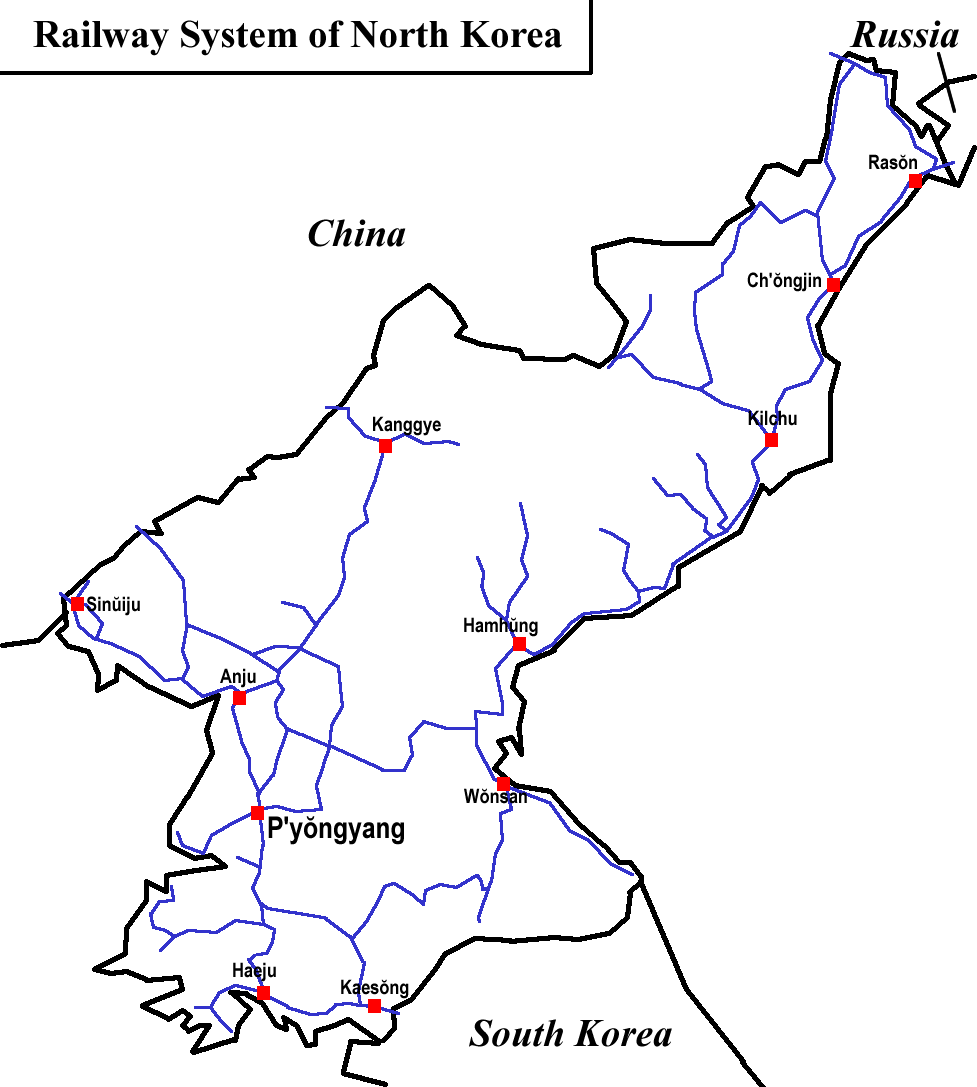
Das Hauptstreckennetz der Koreanischen Staatsbahn

2009 umfasste das Streckennetz eine Länge von 5242 Kilometern, wovon 3500 Kilometer elektrifiziert sind. Die Spurweite beträgt 1435 Millimeter. Darüber hinaus betreibt das Unternehmen noch einige Schmalspurbahnen mit 762 Millimeter Spurweite. Auf der 54 Kilometer langen Bahnstrecke Chassan–Rajin gibt es die russische Breitspur (1520 mm).
Im Gegensatz zu den Eisenbahnnetzen anderer vergleichbar armer und unterentwickelter Staaten ist das nordkoreanische Eisenbahnnetz in weiten Teilen elektrifiziert, jedoch gilt die Stromversorgung in Nordkorea im Allgemeinen als störanfällig.

## Unfälle

### Eisenbahnunfall von Ryongchŏn
Am 22. April 2004 ereignete sich in Ryongchŏn der bis heute schwerste Unfall in der Unternehmensgeschichte.

### Zugbrand in Sinŭiju
Am 9. Juli 2020 gegen 11:00 Uhr kam es in der Grenzstadt Sinŭiju am Bahnhof Sinŭiju zu einem schweren Brand. Ein Güterzug aus Dandong kommend war mit 10 Waggons Speiseöl und 5 Waggons Sojaöl beladen. Die örtliche Feuerwehr konnte erst anderthalb Stunden später mit den Löscharbeiten beginnen. Alle 15 Waggons und eine Lagerhalle wurden zerstört. Über Personenschäden und Brandursache gibt es momentan keine Angaben.

### Eisenbahnunfall bei Tanch'ŏn
Am 26. Dezember 2023 kam es nach Verlassen des Bahnhofs von Tanch'ŏn an einem steilen Hang zu einem Stromausfall bei einem Personenzug, der von Pjöngjang nach Komdok fuhr. Beim Zurückrollen entgleisten sieben Waggons, über 400 Menschen kamen dabei ums Leben. Die Behörden richteten eine Task Force zur Untersuchung des Unglückes ein. Die Lok und die ersten beiden Waggons erreichten dagegen sicher den Bahnhof von Sinp'yŏng.